# Xırdalan (bier)
Xırdalan is een Azerbeidzjaans biermerk van lage gisting. Het bier wordt gebrouwen in brouwerij Baltika-Baku in Xırdalan. 
Xırdalan was ook sponsor van het Eurovisiesongfestival 2012 in Azerbeidzjan, waar bij deze gelegenheid nieuwe ontworpen flessen werden geïntroduceerd.

## Varianten
- Xırdalan Beer, blonde lager met een alcoholpercentage van 4,8%
- Xırdalan Draft Premium, blonde lager met een alcoholpercentage van 5,3%

Verdwenen uit het assortiment:
- Xırdalan 7.7, blonde lager met een alcoholpercentage van 7,7%
- Xırdalan Qara, donkere lager met een alcoholpercentage van 6%